# C9H12N4O2
化学式C9H12N4O2（摩尔质量：208.22 g/mol）可能指：
- 1,3,7,8-四甲基黄嘌呤，CAS号：832-66-6
- 3-甲基-7-丙基黄嘌呤，CAS号：55242-64-3

|  | 这个同类索引页列出了具有相同分子式的化学物（即同分異構體）条目。 除非您是有意链接至本页，否则应将相应条目的内部链接指向正确的条目。 |